# Mohammad Sa'id Sarmad
Mohammad Sa'id Sarmad (Kashan, 1590 circa – Delhi, 1660 circa) è stato un poeta persiano di origini ebreo-armene che visse in epoca safavide.
Studiò alla scuola filosofica di Esfahan, dove si convertì all'Islam, e verso il 1630-33 si trasferì in India, dove frequentò il filosofo Dara Shikoh. Morì giustiziato con l'accusa di ateismo o apostasia per ordine dell'imperatore moghul Aurangzeb.

## Biografia
Originario di una famiglia armena di religione ebraica di Kashan, si convertì dapprima all’Islam, poi visse da asceta in India, ispirandosi ai tipici mistici erranti. Parlava armeno, ebraico, persiano e arabo, quest'ultimo appreso alla scuola di Esfahan con Mir Damad e Mulla Sadra, ed è possibile che avesse imparato alcune lingue locali in India, specie a Lahore, a Hyderabad e a Delhi. Divenne guida spirituale di Dara Shikoh, erede al trono del sultano Shah Jahan e filosofo che predilesse il dialogo tra Islam e induismo, ispirato dagli insegnamenti di Akbar. 
Nel 1659 Aurangzeb prese il potere con la forza e decretò la condanna a morte di suo fratello Dara Shikoh e di Sarmad. Quest'ultimo viene definito Hallāj-e Thāni ("secondo Hallāj") nel mondo indo-persiano in quanto, similmente al noto mistico eretico crocefisso a Baghdad nel 922, anch'egli fu eretico, giustiziato e raccolse una gran fama dopo la sua morte. Secondo Annemarie Schimmel, Sarmad "seguiva la tradizione di Hallāj, vedeva Iblis (Satana) come un vero monoteista e si sentiva attratto verso la condanna a morte come ultimo scopo della vita", attrazione che condivise anche con i mistici Ayn al-Qudat Hamadani e Imadaddin Nasimi. Il mausoleo di Sarmad si trova presso la Jama Masjid di Delhi, dove ogni anno l'anniversario della sua morte viene ancora oggi commemorato.
Sarmad fu autore di un canzoniere contenente circa trecentotrenta quartine e vari frammenti, oltre ad una corrispondenza, di dubbia autenticità, che avrebbe intrattenuto con Dara Shikoh. Il canzoniere si ispira alla figura del giovinetto indù Abhay Chand, che il poeta incontrò poco dopo il suo sbarco a Thatta (presso l'odierna Karachi) e di cui si innamorò, facendone il proprio allievo e compagno di vita.  Sarmad dichiara in una delle sue quartine di essere un imitatore di Hafez nel ghazal e di ʿUmar Khayyām nella quartina (robā'i). I temi principalmente trattati sono la bellezza rivelatrice del divino e lo statuto del peccato. Il suo amore incondizionato per Abhay Chand, ritratto con il poeta in un dipinto che si trova presso l'Archaeological Museum del Forte rosso a Delhi, lo porta a vedere in lui una personalissima manifestazione terrena del Divino Amato ed egli giunge a dichiarare in una quartina che il "peccato"  fu il suo "Khidr", ovvero la guida alla scoperta del divino e alla propria redenzione.